# Анна Палеологина (дъщеря на Михаил IX Палеолог)
Анна Палеологина (на гръцки: Ἅννα Παλαιολογίνα) е византийска принцеса и деспина (василиса) на Епир като съпруга на двама епирски деспоти – Тома I Комнин и Николай Орсини.
Анна е дъщеря на византийския император Михаил IX Палеолог и на съпругата му Мария, която е арменска принцеса от Киликия. Сестра е на византийския император Андроник III Палеолог и на българската царица Теодора Палеологина.
През 1304 г. Анна е поискана за съпруга на епирския деспот Тома I Комнин. Идеята за сродяване на Епирското деспотство с императорското семейство в Константинопол възниква година по-рано у епирската василиса Анна, майката на Тома. Най-често се посочва, че бракът на Анна Палеологина и Тома I е сключен през 1313 г., но по-вероятно това да е станало през 1307 г. Само два гръцки източника съобщават за този брак – Никифор Григора и Йоан VI Кантакузин. Нито един обаче не дава точни хронологични податки за събитието. И двамата споменават за този брак единствено във връзка с брака, сключен между Теодора Палеологина и българския цар Теодор Светослав през 1308 г. Тъй като Анна е била по-голяма от двете сестри, най-вероятно тя да е била омъжена преди сестра си Теодора, поради което времето между 1307 г. и 1308 г. би било по-подходящо за датиране на сватбата ѝ с епирския деспот. Освен това авторът на съчинението Anonymi Descriptio Eurpae Orientalis, завършено през 1308 г., съобщава, че Тома, братът на Тамара, се е оженил за дъщерята на императора на Константинопол.
През 1315 г. отношенията между Епир и Византия се обтягат, вследствие на което византийски войски навлизат в Епир и достигат околностите на Арта. Тома оказва съпротива, поради което е обявен от Анддроник III за изменник. В отговор на това Тома I затваря Анна Палеологина в тъмница.
През 1318 г. Тома Комнин Дука е убит от племенника си Николай Орсини, който поема властта в Арта и за да я заздрави, се жени за овдовялата Анна, след което получава деспотска титла от император Андроник II Палеолог.
Анна Палелогина умира през 1320 г. или 1321 г.